# Riyad Al-Maliki
Pour les articles homonymes, voir Al-Maliki.
Riyad Al-Maliki, né le 31 mai 1955, est un homme politique palestinien, ministre des Affaires étrangères de l'Autorité palestinienne de 2007 à 2024.

## Biographie

### Études
Il est diplômé de l'université pontificale Javeriana.

### Engagement politique
Il a été membre du Front populaire de libération de la Palestine.
Les autorités israéliennes lui retirent en mars 2021 un laissez-passer permettant le passage aux postes-frontières contrôlés par Israël à la suite de sa rencontre avec la procureure de la Cour pénale internationale.